# Mandala-Dach
Das Mandala-Dach ist eine konische Dachkonstruktion für Gebäude mit vieleckigem Grundriss. 

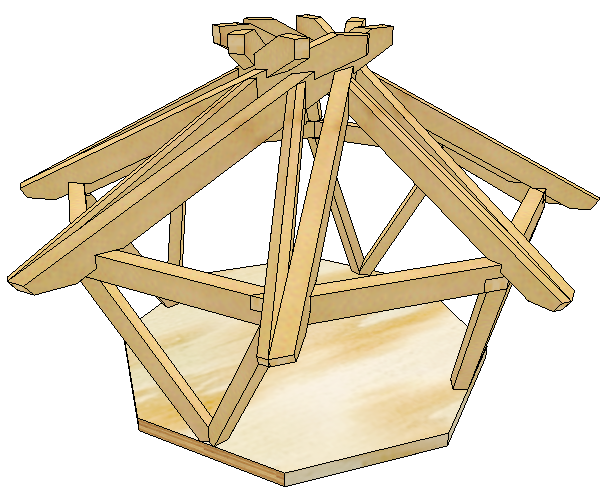
Dachdeckerzeichnung

Ein Mandala-Dach basiert vorrangig auf einem polygonalen (meist achteckigen) oder runden Grundriss des Gebäudes. Von jeder Gebäudeecke führt ein Sparren schräg aufwärts leicht an der Dachmitte vorbei. Jeder Sparren liegt auf dem jeweils nächsten auf. Auf diese Weise sind die Sparren ringförmig um die Dachmitte verkeilt. Der Neigungswinkel des Dachs ergibt sich aus der Dicke der Sparren im Vergleich zu ihrer Länge. An den Auflagen des Daches entstehen nur geringe Scherkräfte nach außen. Die Sparren sind am Fuß des Daches durch Fußpfetten verbunden und fixiert. Eine ungewöhnliche Eigenschaft dieser Konstruktion ist, dass alle Sparren gebraucht werden, um dem Dach Stabilität zu verleihen. Wenn nur einer bricht, fällt das Dach zusammen.
Ein Mandala-Dach ist eine frei tragende Konstruktion ohne Innenpfeiler. In der Dachmitte kann innerhalb des Rings der verkeilten Sparren eine Öffnung sein. In Mitteleuropa werden Mandala-Dächer meist für Ausstellungspavillons, Messestände, Gartenhäuser oder ähnliches verwendet. 
Der Name leitet sich von Mandala, einem kreisförmigen indischen religiösen Symbol ab. 